# Pedro Cordeiro (tenista)
Pedro Cordeiro é o actual capitão (treinador) da Selecção Portuguesa de Ténis. É um ex-tenista português, cuja melhor classificação ATP de singulares foi a 517ª posição, atingida em 1986.